# Zdeněk Just
Zdeněk Just (* 6. prosince 1956) je bývalý český fotbalista, záložník.

## Fotbalová kariéra
V československé lize hrál za Spartu Praha. Nastoupil ve 20 ligových utkáních, gól v lize nedal. V nižších soutěžích působil ve Slovanu Varnsdorf.

## Ligová bilance
| Ročník                                   | Zápasy | Góly | Klub         |
| ---------------------------------------- | ------ | ---- | ------------ |
| 1. československá fotbalová liga 1977/78 | 15     | 0    | Sparta Praha |
| 1. československá fotbalová liga 1978/79 | 5      | 0    | Sparta Praha |
| CELKEM 1. liga                           | 20     | 0    |              |